# Amy Koita
 (février 2024).
Si vous disposez d'ouvrages ou d'articles de référence ou si vous connaissez des sites web de qualité traitant du thème abordé ici, merci de compléter l'article en donnant les références utiles à sa vérifiabilité et en les liant à la section « Notes et références ».
Pour les articles homonymes, voir Koïta (homonymie).
Amy Koïta, née en 1952 à Djoliba, est une chanteuse malienne.

## Biographie
Amy Koita est née à la veille des Indépendances africaines, au début des années cinquante, à Djoliba, à 40 kilomètres de Bamako, dans le cœur du mandé profond, au bord du fleuve Niger et à quelques heures de marche de la Guinée. Sa mère vient de Kirina, haut lieu de la célèbre bataille de Soundiata Keïta au treizième siècle. De ses pures origines Mandingues, elle est fière. Elle perd son père dès l'âge de 3 ans. Ce dernier, Bengaly Fodé Koïta, traditionaliste de la ligne pure et dure, est encore très connu au Mali pour son apport dans l'historique des faits de conquêtes, des rois et empereurs du Mandé tel que Soundiata Keïta, ainsi que des différentes batailles coloniales menées par des chefs de guerre comme Samory Touré empereur du Wassoulou, Babemba roi de Sikasso, Tiramangan Traoré, Fakoly Doumbia, El Hadj Oumar Tall etc. À la mort de son père, elle part pour Bamako accompagnée de sa mère, mais elle gardera toujours des liens très étroits avec Djoliba. Sa grand-mère, vieille femme centenaire, disparue en 1992, reste une source constante d'inspiration et un modèle de pureté Malinké par opposition à la langue et à la culture abâtardie des grandes villes. Wa Kamissoko, le frère de sa mère, est un historien de renommée internationale pour avoir écrit deux ouvrages sur l'histoire du Mandingue. Ses propos ont même été recueillis par Youssouf Tata Cissé, et publiés sous le titre "Les Grandes Gestes du Mali", ouvrage qui sert de référence à d'éminents professeurs d'histoire en Europe et en Afrique. Wa Kamissoko sera celui qui, pendant 20 ans, s'occupera de parfaire son éducation. 
Amy est issue d'une famille madingue et choisit la voix du griotisme de par sa mère .  Elle fit donc son apprentissage aux côtés de : 
- sa mère : pour les chants et les fluctuations vocales importantes pour les griots ;
- sa grand-mère : pour le comportement, la sensibilité, le respect de la tradition ;
- enfin son Oncle, Wa Kamissoko, pour la connaissance de l'histoire vraie, sans déformation, en parfaite harmonie avec la musique.

Elle suit sa mère dans toutes ses prestations. Elle apprend ainsi la technique vocale et les règles de conduite d'une femme d'honneur. À 12 ans elle est déjà une star convoitée dans les fêtes d'enfants. Amy est révélée en 1966, à l'occasion d'un concours de chant organisé au Mali afin de recruter les meilleures voix et connaissances de l'histoire pour l'Ensemble Instrumental du Mali.
C'est le début d'une carrière fulgurante et toujours confirmée. À 17 ans, elle intègre le très célèbre et glorieux Ensemble instrumental national du Mali, avec lequel elle fait de grandes tournées et découvre les plus grandes scènes du monde. Elle fera aussi, au sein de cet ensemble, son premier enregistrement en studio à radio Mali. En 1977, au Festival des Arts Nègres à Lagos (Nigeria), elle se fait remarquer aux côtés des grandes voix d'Afrique, entre autres celle de Sory Kandia Kouyaté de Guinée, ce qui la pousse, dès son retour au Mali, à quitter l'Ensemble Instrumental National pour une carrière en solo. En 1978, elle sort sur le marché sa première cassette. Jusque-là les griots se contentaient de se produire uniquement pour des commanditaires privés. Elle fait donc partie des artistes qui ont les premiers renversé cette tendance. 
Aujourd'hui, Amy Koita en est à sa 12e production. Outre sa voix mélodieuse jusque dans la stridence, son extraordinaire transmission de l'histoire, Amy Koita est également admirée pour la qualité de ses compositions. Elle puise son inspiration dans la tradition qu'elle enrichit au contact de la modernité. « Lorsque j'ai tenté l'orchestration moderne, dit-elle, j'ai craint de perdre mes fans les plus âgés, mais au contraire, ils ont été les premiers à m'encourager ». 
En fait, cette modernisation très limitée n'altère en rien l'ample et tranquille balancement Mandingue sur lequel la voix d'Amy explose, cascade et retombe dans la plus pure tradition de clarté et de liberté.
Amy Koita s’est produite sur tout le continent africain, en Europe, aux États Unis, au Canada. Sa prestation très remarquée à l’UNESCO pour la remise du prix Félix Houphouët Boigny pour la recherche de la paix, en présence des Présidents François Mitterrand (France), Mario Soares (Portugal), d’Abdou Diouf du Sénégal, de la Reine Béatrice des Pays Bas, de Jacques Chirac et de Frederico Mayor, Secrétaire Général de l’UNESCO et d’un jury composé d’une trentaine d’éminentes personnalités du monde politique, scientifique, économique, culturel, ainsi que la presse internationale, confirme l’étonnant charisme de cette grande cantatrice.

## Albums
- 1976 - Bomboli Niaré
- 1978 - Néné Daou
- 1986 - Tata Sira
- 1988 - Nakan
- 1989 - Mory djo
- 1989 - Mamaya
- 1992 - Djamba kono
- 1994 - Songs Of Praise
- 1995 - Carthage
- 1997 - Djiguy
- 2000 - Sarama
- 2003 - Africawé
- 2004 - Best of
- 2004 - Sanou Lolo
- 2006 - Classics Titles